# پییر لو موان
پییر لو موان (به فرانسوی: Pierre Le Moyne) شاعر قرن هفدهم میلادی اهل فرانسه است.